# Als ich so alt war
Als ich so alt war ist ein deutscher Comic der Zeichnerin Katja Klengel. Er erschien zunächst 2012 als Fortsetzungsgeschichte in der Frankfurter Allgemeinen Zeitung und 2022 als Sammelausgabe. Der Comic spielt in Dresden und erzählt die Geschichte der alten Frau Kintzmann und ihrer Enkelin Lilli, ein Alter Ego der Künstlerin, die sich beide an einem wichtigen Wendepunkt ihres Lebens befinden.

## Handlung
Die alte Rosalie Kintzmann kommt auch zwölf Jahre nach dem Tod ihres Mannes nicht über den Verlust hinweg. Die Erinnerungen an ihn lassen sie nicht los, oft lassen sie sie auch nicht schlafen. Ihre Enkelin Lilli wiederum versucht, ihr Leben zu genießen. Neben dem Studium der Musik spielt und singt sie in einer Band und hat einen Freund. Der aber, wie sich zu Silvester herausstellt, geht fremd. In der gleichen Nacht hat ihre Großmutter einen Herzinfarkt. Lilli fühlt sich durch die Ereignisse unter Druck gesetzt, nachdem ihr Verhältnis zur Großmutter nach dem Tod des Großvaters zerrüttet wurde. Und dann wird sie wegen lange ausstehender Semestergebühren auch noch exmatrikuliert. Währenddessen ist Frau Kintzmann wieder zuhause und ihr Nachbar, Bernd Türnau, will sich wie zuvor um sie kümmern und sogar auf Verabredungen einladen. Doch sie geht auf Distanz, lehnt stets ab und will niemanden neues in ihr Leben lassen. Doch sie sucht nun engeren Kontakt zu ihrer Enkelin. Auch Lilli will an frühere, glücklichere Erinnerungen mit ihrer Großmutter anknüpfen, traut sich aber kaum, ihr über ihr nun völlig ungeordnetes Leben zu berichten. Erstmals seit langem konfrontieren sie sich mit ihren unterschiedlichen Weltsichten und Erfahrungen. Von nun an treffen sie sich häufiger und teilen ihre Sorgen.
Während Lillis Beziehung immer weiter zerbricht, macht sie mit Lion Bekanntschaft, der vieles zu haben scheint, was ihr in der alten Beziehung gefehlt hat. Er hat einen fünfjährigen Sohn und ist von der Mutter seit langem getrennt. Auch wenn sie aneinander Interesse haben, zögern sie, ob eine Beziehung funktionieren kann. Rosalie Kintzmann fällt es nicht nur schwer, ihr Leben nach dem Herzinfarkt umzustellen, sondern sie wird noch mehr von den Erinnerungen an ihren Mann geplagt. Sie hat Angst, ihn zu vergessen, und geht daher noch mehr auf Distanz zu Herrn Türnau, der sie auch nicht stärker bedrängen will. Und doch treffen sie sich immer wieder und bemerken Gemeinsamkeiten. Und so lädt sie ihn doch zum Essen ein. Währenddessen zieht Lilli vorerst bei ihrer Großmutter ein, nachdem ihr Freund aus der gemeinsamen Wohnung ausgezogen ist. Schließlich kommt Fasching. Lilli ist mit ihrer Band auf der Bühne, während ihre Großmutter und Herr Türnau ebenso eingeladen sind wie Lion und sein Sohn. Beim Fest kommt es zum Eklat, als Lillis Freund mit einer neuen Freundin auf der Bühne steht. Sie bricht endgültig mit ihm. Rosalie wird beim Fest erneut an ihren Mann erinnert und läuft davon. An seinem Grab angekommen entscheidet sie sich, endgültig Abschied zu nehmen. Herr Türnau geht ihr hinterher und bricht wegen Unterzuckerung zusammen. Im Krankenhaus beschließen sie, es zusammen zu versuchen. Lilli macht sich auf, ihr Studium in Hamburg neu zu beginnen und will mit Lion eine neue Beziehung versuchen.

## Entstehung und Veröffentlichungen
Als ich so alt war stellt das erste lange Comicprojekt der Künstlerin dar. Die Künstlerin lebte zur Zeit der Entstehung ihrer Geschichte selbst noch in Dresden und studierte Kunst. Die Geschichte ist autobiografisch inspiriert. Beziehungsprobleme oder Zweifel im Studium hat sie ähnlich erlebt und ihre Großmutter litt ähnlich unter Verlust. Es gibt jedoch auch viele Unterschiede zu Klengels eigenem Leben. Ähnlich hat sie die ihr selbst bekannten Schauplätze in Dresden in der Geschichte prominent platziert und ihnen so eine persönliche Liebeserklärung gemacht: Die Dresdner Neustadt mit Martin-Luther-Platz, Clubs und Bars und die Dresdner Altstadt mit der Kunsthochschule, in der Klengel selbst studiert hat. Andere Orte hat sie für die Recherche zum Comic besucht und fotografiert oder online recherchiert. Die Entstehung des Comics geht darauf zurück, dass Andreas Platthaus, Redakteur bei der Frankfurter Allgemeinen Zeitung, ab 2002 mehrfach auf Katja Klengel aufmerksam geworden war, ihr Talent erkannte und mit ihr die tägliche Serie in der FAZ vereinbarte.
Die Geschichte erschien zunächst in Fortsetzung vier Mal die Woche im Feuilleton der Frankfurter Allgemeinen Zeitung, von Februar bis November 2012. 2018 veröffentlichte Casterman die Geschichte unter dem Titel Quand j'avais ton âge in französischer Übersetzung. Für diese Ausgabe wurde die in Querstreifen erschienene Serie von Klengel auf quadratische Seiten umarrangiert und dabei auch einzelne Panel neu gezeichnet – für das neue Layout oder weil sie von der Künstlerin nicht mehr als zeitgemäß empfunden wurden. Auch einige zuvor textlastige Passagen wurden geändert und Texte wurden aktualisiert. 2022 erschien diese überarbeitete Sammelausgabe auf Deutsch bei Schwarzer Turm. Diese Ausgabe hat ein größeres Format als die französische.

## Rezeption
Andreas Platthaus, der die Serie auch betreute und in der Sammelausgabe kommentierte, nennt die Geschichte „eine Familienerzählung über drei Generationen hinweg“ und „über die existenziellen Krisen der beiden Protagonistinnen“, „eine herzerwährmende Solidarisierungs- und Selbstermächtigungsgeschichte zweier Frauen“. Sie sei aber auch „eine Liebeserklärung an die Heimatstadt der Zeichnerin, an Dresden“. Die Schauplätze in der Stadt seien akribisch gestaltet und der Dresdner Winter, der der Geschichte das passende Ambiente gebe, mit großer Genauigkeit eingefangen. Das Werk dokumentiere eine Lebenssicht und -klugheit, die „für eine damals vierundzwanzigjährige Zeichnerin erstaunlich ist“.
Zur deutschen Sammelausgabe schreibt Lars von Törne im Tagesspiegel, die Geschichte könne auch zehn Jahre nach Erstveröffentlichung noch überzeugen. Klengel gebe „ihren Figuren viel Raum für ruhige, introspektive Momente, hat aber auch einige unerwartete Wendungen zu bieten und immer wieder auch humorvolle Szenen, die die ernste Geschichte auflockern“. „Die handelnden Personen können bis hin zu den Nebenfiguren überzeugen.“ Ihr Zeichenstil beeindrucke durch Vielfalt: „Halbrealistische, detaillierte Szenen wechseln sich ab mit skizzierten Panels, die Dinge nur andeuten und differenziert Stimmungen und Gefühle vermitteln. Klug gewählt visuelle Metaphern reichern die Aussagen wichtiger Momente an“.